# Nienke Sikkema
Nienke Sikkema (Amsterdam, 2 september 1933) is een Nederlands actrice, die bij het grote publiek vooral bekend is vanwege haar rol als mevrouw De Cock in de televisieserie Baantjer.
Ze debuteert in 1953 bij de Rotterdamse Comedie als Nelly in Voor donderdag 12 uur, mylord. In 1957 haalt zij haar einddiploma op de Toneelschool Amsterdam. In 1984 werkt ze mee aan de lp Rolstoel Reggae.
Sikkema was vanaf 1957 gehuwd met acteur en regisseur Jurg Molenaar tot aan zijn dood in september 2009.

## Filmografie
Film
- Pietje Bell 2: De Jacht op de Tsarenkroon (2003)
- Filmlab: Blanche en Marie (1999)
- Baantjer: De Cock en de wraak zonder einde (1999) - mevrouw De Cock
- Eva (televisiefilm, 1994)

Televisie
- De regels van Floor (2021) - Siempie
- Het geheime dagboek van Hendrik Groen - Mevrouw Slothouwers
- All-in Kitchen (2016) - Mevrouw Petit (aflevering 4)
- Seinpost Den Haag (2011) - Oma van Kira
- Witse (2011) - Gerda Dubois (aflevering 13, Natuurlijke selectie)
- Annie M.G. (2009) - Fiep Westendorp
- Baantjer (1995-2006) - mevrouw De Cock
- Bureau Kruislaan - vrouw Tom Panhuis
- Oppassen!!!, aflevering 118 Burgemeester Buys - Mevrouw Walmink
- Vrouwenvleugel (1993-1995) - Gerda van Beusekom (1993)
- Bij nader inzien (1991) - oude Nicolien
- Toen was geluk heel gewoon - vrouw die reageert op een contactadvertentie (gastrol, 2002)
- Medisch Centrum West - Mevrouw Schapers (1989)
- De Proemel (kinderserie, 1962)
- Rat in de val (televisiespel, 1959)